# 福建华溪蟹
福建华溪蟹（学名：Sinopotamon fukienense）为溪蟹科华溪蟹属的动物。在中国大陆，分布于福建、江西、浙江等地，一般栖息于海拔200-1200米的山溪石块下。